# レオニードス・ヴィグネルス
レオニードス・エルネストヴィチ・ヴィグネルス（ラトビア語: Leonīds Ernestovich Vīgners、ロシア語: Леонид Эрнестович Вигнер, ラテン文字転写例:Leonids Ernestovich Vigners, 1906年10月28日 - 2001年12月23日）は、ロシア出身で、主にラトビアで活躍した指揮者。

## 経歴
1906年、モスクワにてラトビア人指揮者エルネスト・ヴィグネルスの息子として生まれる。1930年にラトビア音楽院に進学し、ヤーセプス・ヴィートリスに作曲、イェオリ・シュネーヴォイクトとエミール・クーパーに指揮法を学ぶ。1936年に指揮者としてデビューし、1944年から1949年までラトビア国立歌劇場の首席指揮者を務めた。1949年から1963年までラトビア・フィルハーモニー管弦楽団の芸術監督、1966年から1973年までラトビア国立放送交響楽団の首席指揮者のそれぞれを歴任した。
教育者としても、1941年には母校のラトビア音楽院で指揮法の講座を持ち、1961年には教授に昇格した。2001年、リガにて死去。

## 受賞・栄典
- 1955年：ラトビア・ソビエト社会主義共和国政府から人民芸術家の称号を贈られた。
- 1957年：ラトビア・ソビエト社会主義共和国から国家賞を授与。

## 註
1. ↑  「「レオニード・ヴィグネル」と日本語表記されることもある。
2. ↑  encyclopedia2.thefreedictionary.com

| スタブアイコン | サブスタブ | この項目は、まだ閲覧者の調べものの参照としては役立たない、人物に関連した書きかけの項目です。この項目を加筆・訂正などしてくださる協力者を求めています（P:人物伝/PJ:人物伝）。 |